# Jauge brute
Pour les articles homonymes, voir Jauge.

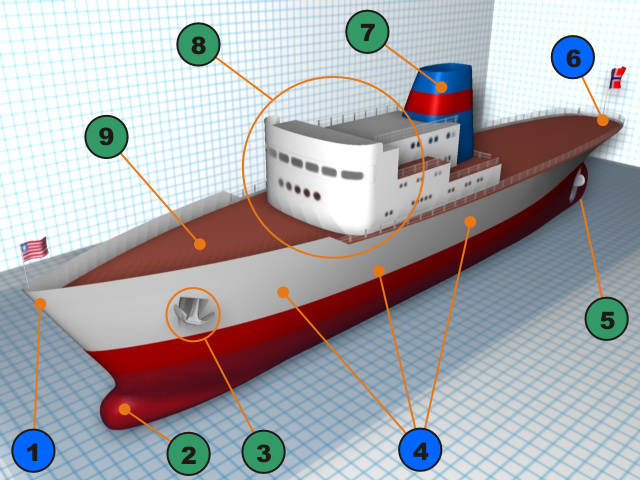
1- proue ou étrave, 2- bulbe d'étrave, 3- ancre, 4- bordé de la coque, 5- hélice devant le safran, 6- poupe, 7- cheminée, 8- superstructure, 9- pont.

La jauge brute (en anglais : gross tonnage) est une des méthodes de mesure de la capacité de transport d'un navire,.  
Cette mesure s'exprime pour les navires de moins de 24 mètres, en tonneaux de jauge brute ou tonneaux (tjb, GT, ou gross tonnage en anglais), ou en mètres cubes. Un tonneau de jauge brute vaut 100 pieds cubes (2,832 m3). Pour les navires de plus de 24 m qui effectuent une navigation internationale, ce volume est exprimé en unité UMS (voir ci-dessous).

## Calcul
Pour les navires d'une longueur supérieure à 24 mètres, le tonnage brut s'exprime en unités UMS (voir article tonnage), en anglais nommées GT (Gross Tonnage), qui est calculé en fonction du volume total du navire selon la formule suivante, :
{\displaystyle GT=K\cdot V}
où le coefficient K est donné par :
{\displaystyle K={\mbox{0,2}}+{\mbox{0,02}}\times \log _{10}(V)}
et V est le volume total de tous les espaces fermés du navire en mètres cubes.
Exemple : si V = 10 000, alors K = 0,2 + 0,02 × log10(10 000) = 0,2 + 0,02 × 4 = 0,28, et GT = 0,28 × 10 000 = 2 800 unités UMS.
La jauge brute s’exprime sans unité.
En France, l'administration chargée du calcul de jauge était le service des douanes jusqu'en 2012. Dorénavant, pour des raisons économiques, c'est l'administration des Affaires maritimes qui s'en charge. La jauge nette sert de barème à l'évaluation des taxes portuaires et de pilotage. La jauge brute sert à l'application de certaines réglementations maritimes (exemple : délivrance de brevets).
La jauge brute et la jauge nette sont des jauges administratives. Elles ne doivent pas être confondues avec les jauges de course utilisées par les organisateurs de courses ou de régates de voiliers.